# Юлий Атериан
Юлий Атериан (на латински: Julius Aterianus) е писател – историк от Historia Augusta. Автор е на история за Викторин и за Тридесетте тирани през 259 – 268 г.